# Io, mammeta e tu
Pour plus de détails, voir Fiche technique et Distribution.
Io, mammeta e tu est une comédie italienne réalisée par Carlo Ludovico Bragaglia et sortie en 1958.

## Synopsis
Deux jeunes gens s'aiment, mais leurs sentiments sont entravés par la famille de la jeune fille, composée de sa mère trop possessive, de sa petite sœur indiscrète et de sa tante impertinente. Le coup monté par le petit ami, qui révèle la maternité de la jeune fille, finira par ouvrir les yeux de tous.

## Fiche technique
- Titre original : Io, mammeta e tu[1] (litt. « Moi, maman et toi »)
- Réalisation : Carlo Ludovico Bragaglia
- Scénario : Carlo Ludovico Bragaglia, Sandro Continenza, Ugo Guerra (it), Riccardo Pazzaglia
- Photographie : Raffaele Masciocchi
- Montage : Mario Serandrei
- Musique : Carlo Savina
- Costumes : Giulia Mafai (it)
- Sociétés de production : Titanus
- Pays de production :  Italie
- Langue originale : italien
- Format : Noir et blanc
- Durée : 86 minutes
- Genre : Comédie
- Dates de sortie : 
  - Italie : 20 mars 1958

## Distribution
- Marisa Merlini : donna Amalia
- Renato Salvatori : Nicolino
- Rossella Como : Carmelina
- Domenico Modugno : Gaetano
- Dolores Palumbo : donna Nunziata
- Alida Cappellini : Sisinella
- Franca Gandolfi : Lilli
- Fernando Sancho : le Turc
- Montserrat Blanch : Tante Maria
- Agostino Salvietti : le médecin-chef
- Franco Sportelli : maréchal de piquet
- Gennaro Di Napoli : coiffeur Armando
- Aldo Tarantino : serveur à la trattoria
- Memmo Carotenuto : mari de la parturiente
- Tina Pica : la mère de donna Amalia

## Accueil critique
« Film sans grande prétention, il semble avoir été réalisé avec un certain décorum, de sorte que le sujet sans originalité réussit à donner à un groupe d'interprètes sympathiques une chance d'être appréciés »

— Umberto Tani dans l'Intermezzo n° 10-11 du 15 juin 1958